# Daniel Cotta
Daniel Cotta Lobato (Màlaga, Espanya, 25 de setembre de 1974) més conegut com Daniel Cotta és un poeta i novel·lista espanyol.
Resident a Còrdova, compagina la seva tasca com a professor de Llengua Castellana i Literatura amb la seva vocació literària. Dedicat des de molt d'hora a la literatura, la seva primera publicació es remunta a 2012, amb la novel·la Videojugarse la vida (Ed. Funambulista). A aquesta obra li van succeir vuit títols més que alternen la poesia amb la narració.
La seva poesia, sense renunciar al ritme musical ni a la recerca de la bellesa, sosté un to intens i emotiu en una recerca contínua de la senzillesa.

## Obres
Novel·la:
- Videojugarse la vida (Madrid, Funambulista, 2012)
- Verdugos de la media luna (Còrdova, Almuzara, 2018)
- El duende de los videojuegos (Sevilla, Premium, 2019)

Poesia:
- Beethoven explicado para sordos (Diputación de Córdoba, 2016)
- Alma inmortalmente enferma (Còrdova, DeTorres Editores, 2017)
- Como si nada (Jerez de la Frontera, Libros Canto y Cuento, 2017)
- Dios a media voz (Caravaca de la Cruz, Gollarín, 2019)
- El beso de buenas noches (Sevilla, Renacimiento, 2020)
- Alpinistas de Marte (València, Pre-Textos, 2020)

## Distincions[calcitació]
- XXXIII Certamen Literari Francisco de Quevedo (2013)
- XXII Premi de Poesía Rosalía de Castro (2015)
- VI Premi de Narrativa Infantil i Juvenil Diputación de Còrdova (2018)
- XXIII Premi de Poesía Antonio Oliver Belmás (2019)
- I Premi de Poesía Mística San Juan de la Cruz (2019)